# Daniel Jensen (labdarúgó, 1979)
Daniel Monberg Jensen (Koppenhága, 1979. június 25. –) dán válogatott labdarúgókapus.
A dán válogatott tagjaként részt vett a 2004-es Európa-bajnokságon és a 2010-es világbajnokságon.

## Sikerei, díjai
Werder Bremen
- Német ligakupagyőztes (1): 2006
- Német kupagyőztes (1): 2008–09
- UEFA-kupa döntős (1): 2008–09

FC København
- Dán bajnok (1): 2012–13